# Tarmac
Cet article concerne le matériau. Pour la partie de l’aéroport, voir Aire de stationnement. Pour les autres significations, voir Tarmac (homonymie).
Tarmac (apocope de tarmacadam, juxtaposition de tar (goudron anglais), et macadam) est une marque déposée d’un matériau utilisé comme sol des aires de stationnement des aérodromes. Ce matériau est breveté en 1901 par Edgar Purnell Hooley (1860-1942). La marque appartient à la société britannique Tarmac Holdings Limited.

## Usages

### Dans les aérodromes

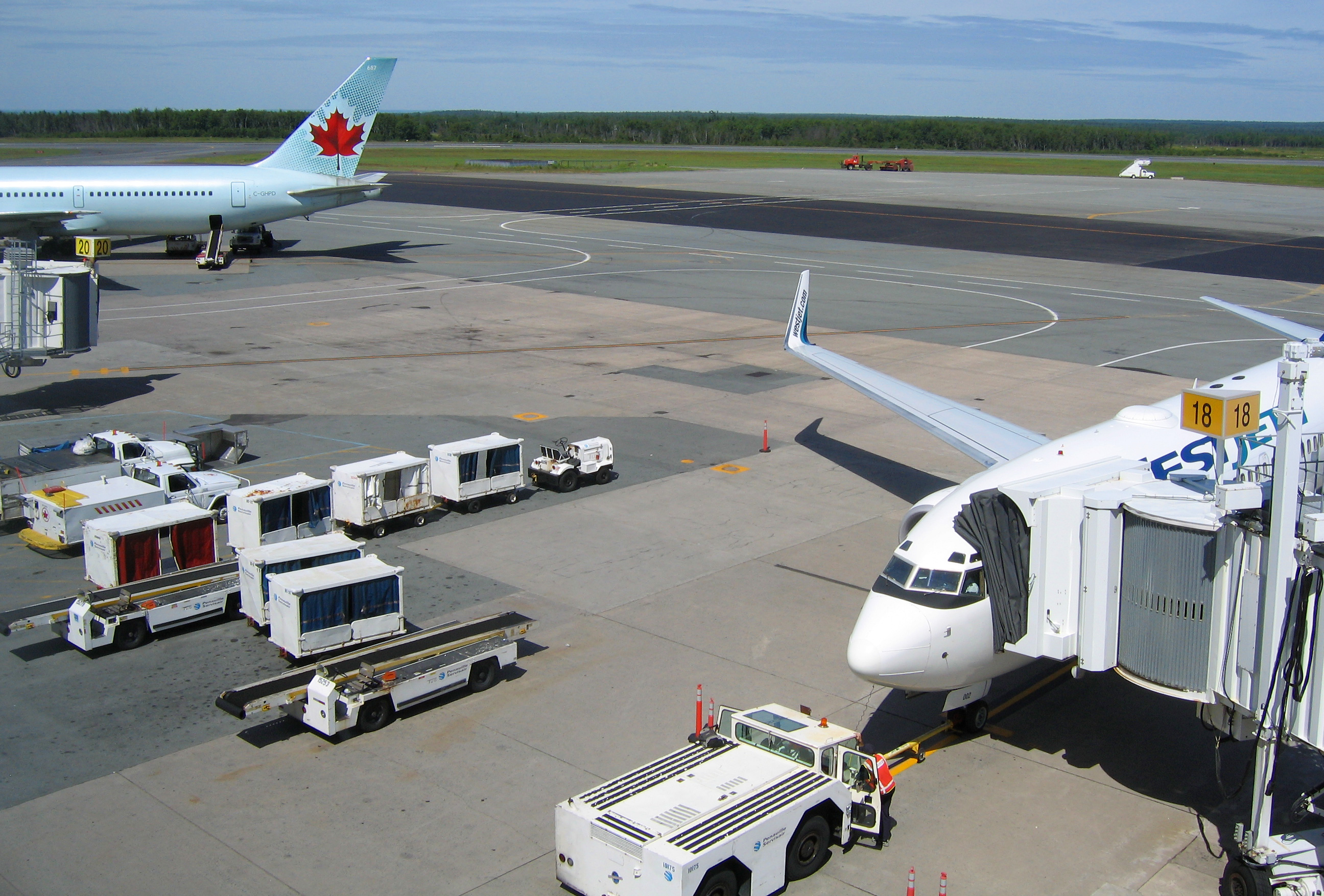
Tarmac de l'aéroport international d’Halifax (Canada).

Le tarmac est utilisé pour recouvrir le sol des aires de stationnement des aérodromes qui sont appelées tarmac par métonymie.
Les pistes sont parfois aussi constituées de ce matériau, et par glissement sémantique, le tarmac peut aussi les désigner (« l’avion s'est posé sur le tarmac ») : cet usage est considéré comme incorrect.
Ce terme est souvent utilisé par les journalistes. Les pilotes parlent des parkings (en français), ou apron (en anglais), ou tablier (en canadien).